# Макаренко Марія Герасимівна
Марія Герасимівна Макаренко (? — ?) — українська радянська діячка, новатор виробництва, апаратниця Сталінського (Донецького) заводу хімічних реактивів Сталінської (Донецької) області. Депутат Верховної Ради УРСР 5-го скликання.

## Біографія
З 1950-х років — апаратниця Сталінського (Донецького) заводу хімічних реактивів Сталінської (Донецької) області.

## Нагороди
- медалі
- почесна Грамота Президії Верховної Ради УРСР (7.03.1960)